# 장 2세 다르쿠르

아르쿠르 영주의 문장

장 2세 다르쿠르(Jean II d'Harcourt, c.1240 ~ 1302)는 프랑스의 귀족, 군인이다. 아르쿠르(Harcourt)의 영주이자 엘뵈프(Elbeuf)남작, 샤텔로(Châtellerault)자작이었으며 1283년 프랑스 원수로 임명되었다. 일명 '용사(Le Preux)'라는 별명으로 불렸다.

## 생애
장 2세 다르쿠르는 엘뵈프 남작 장 1세 다르쿠르(Jean Ier d'Harcourt)와 알릭스 드 보몽(Alix de Beaumont)의 아들로 태어났다. 1270년 제 7차 십자군 원정에 참전했으며 1283년 프랑스 원수로 임명되었다. 1285년에는 필리프 3세를 수행하여 아라곤 십자군 원정(Croisade d'Aragon)에 참전했다. 그는 8월 15일 매복 중이던 아라곤 군을 공격하여 아라곤 왕 페로 3세에게 부상을 입혔고 9월 7일 지로나를 점령하는 데도 공헌했다.
1295년, 영국과의 전쟁을 준비하던 필리프 4세는 그를 프랑스 해군 중장으로 임명했다. 그는 함대를 이끌고 영국 해협을 건너 도버 시를 점령하고 불태웠다.
1302년, 그는 필리프 4세의 동생 샤를 드 발루아(Charles de Valois)를 수행하여 시칠리아로 갔으며 그곳에서 헌병대의 지휘를 맡았다. 그러나 12월 21일 귀국하던 도중 병에 걸려 사망했다. 그의 유해는 아르쿠르의 노트르담 수도원(prieuré de Notre-Dame)에 안장되었다.
그는 '용사'라는 별칭이 붙을 정도로 용맹한 장군이었으나 한편으로는 궁정 내의 암투에도 깊이 관여하고 있었다. 그는 샤를 드 발루아의 측근으로서, 시종관 로베르 드 탕카르빌(Robert de Tancarville)과 앙게랑 드 마리니(Enguerrand de Marigny)를 위시한 파벌과 격렬하게 대립했다.

## 가족관계
그는 로렌 공작 페리 3세 드 로렌(Ferry III de Lorraine)의 딸 아녜스 드 로렌(Agnès de Lorraine)과 결혼했으나 아녜스는 일찍 사망했다. 1275년경 샤텔로 자작가의 잔 드 샤텔로(Jeanne de Châtellerault)와 재혼하여 3명의 자녀를 두었다.
- 장남 : 장 3세 다르쿠르(Jean III d'Harcourt, ? ~ 1329)
- 장녀 : 잔 다르쿠르(Jeanne d'Harcourt, ? ~ 1331)
- 차녀 : 마르게리트 다르쿠르(Marguerite d'Harcourt)